# Lupus (Missouri)
Lupus é uma cidade  localizada no estado americano de Missouri, no Condado de Moniteau.

## Demografia
Segundo o censo americano de 2000, a sua população era de 29 habitantes.
Em 2006, foi estimada uma população de 30, um aumento de 1 (3.4%).

## Geografia
De acordo com o United States Census Bureau tem uma área de
0,5 km², dos quais 0,5 km² cobertos por terra e 0,0 km² cobertos por água.

## Localidades na vizinhança
O diagrama seguinte representa as localidades num raio de 16 km ao redor de Lupus.